# Imperial College London
Imperial College London, formellt The Imperial College of Science, Technology and Medicine, är ett världsledande universitet i London, Storbritannien. Det bildades 1907 och var fram till sitt hundraårsjubileum 2007 en del av University of London. Numera är det ett självständigt universitet.
Universitetet är uppdelat i fyra fakulteter inom vilka det finns över 40 institutioner: 
- Imperial College Faculty of Natural Sciences (naturvetenskapliga fakulteten)
- Imperial College Faculty of Medicine (medicinska fakulteten)
- Imperial College Faculty of Engineering (ingenjörsvetenskapliga fakulteten)
- Imperial College Business School (handelshögskolan)

Huvuddelen av universitetet är beläget i South Kensington-området i centrala London på gränsen mellan Royal Borough of Kensington and Chelsea och City of Westminster. Det finns även ytterligare campus i stadsdelarna Chelsea, Hammersmith och Paddington. 
Åtskilliga premiärministrar, industrimagnater, 15 Nobelpristagare och 2 vinnare av Fieldsmedaljen har studerat vid universitetet.

## Rankning
Imperial rankas som ett av världens främsta universitet av de mest använda och inflytelserika universitetsrankningarna. Det anses vara ett ledande universitet speciellt inom naturvetenskap, teknologi, och medicin.
| Organisation                                               | År   | Rankning i världen | Rankning i Storbritannien |
| ---------------------------------------------------------- | ---- | ------------------ | ------------------------- |
| QS World University Rankings                               | 2019 | 8                  | 3                         |
| Times Higher Education                                     | 2018 | 8                  | 3                         |
| Academic Ranking of World Universities (Shanghairankingen) | 2017 | 27                 | 4                         |

## Kända alumner (urval)
- Alexander Fleming (bakteriolog) (Nobelpristagare)
- H.G. Wells (författare)
- Brian May (astrofysiker och musiker i Queen)
- Thomas Henry Huxley (biolog)